# Левчук Леонід Геннадійович
Леонід Геннадійович Левчук — український фізик, кандидат фізико-математичних наук, лауреат премії Scopus Awards Ukraine (2016), завідувач лабораторії фізики елементарних частинок в Харківському фізико-технічному інституті.
Очолює групу з декількох українських науковців, які працюють в галузі фізики елементарних частинок у складі дуже великого колективу дослідників, що обробляє дані отримані за допомогою Великого адронного колайдера, зокрема разом з 4 іншими харківськими науковцями входить до числа близько 3000 співавторів відкриття бозону Хігса.
Станом на 2015 рік — найцитованіший науковець в Україні в базі даних Scopus. На березень 2017 року має індекс Гірша 56 у Scopus (18463 цитувань, 546 документів).